# Dýmka

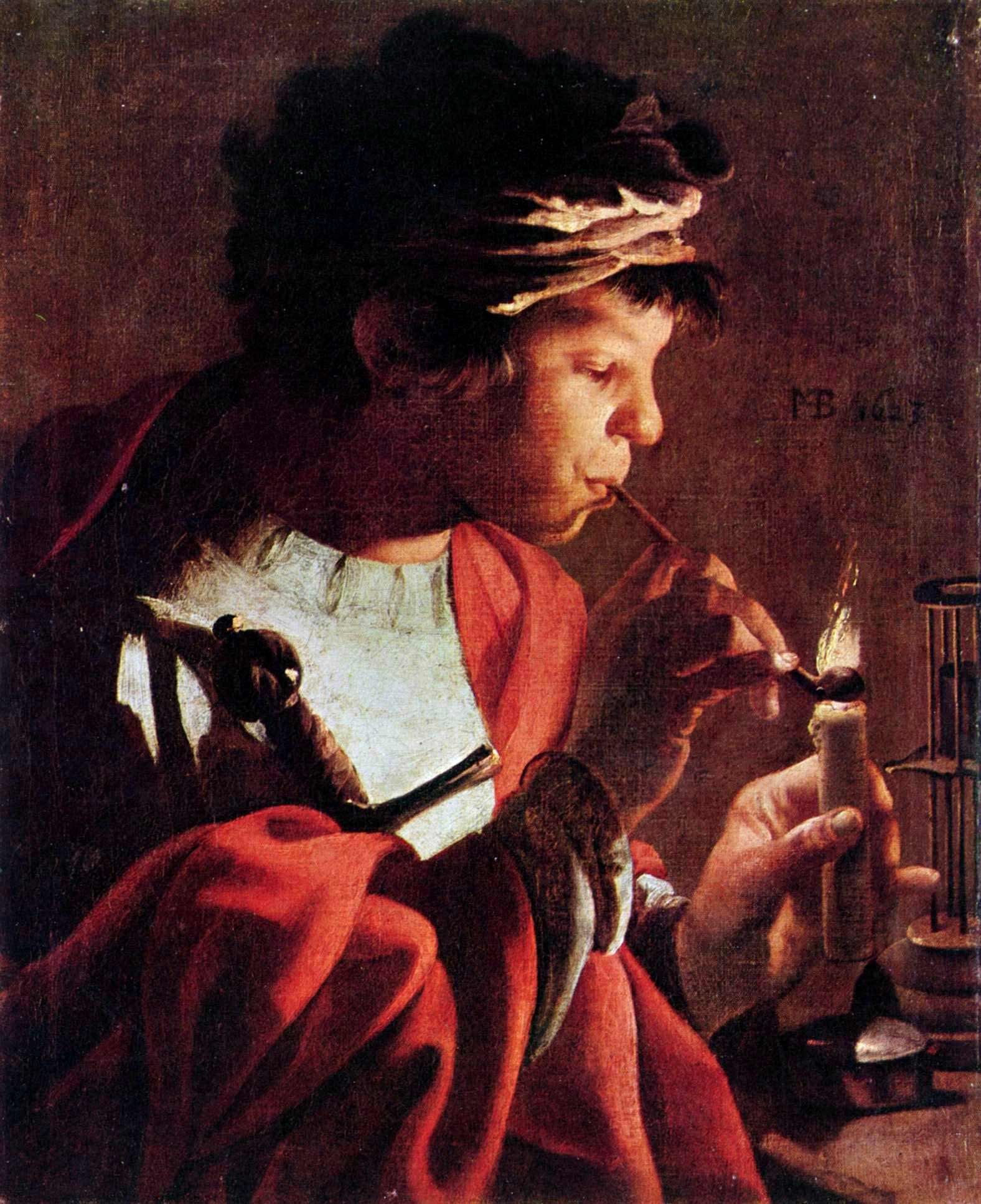
Hendrick Jansz – Mladík s dýmkou, 1623

Dýmka je nástroj určený ke kouření, obvykle tabáku. Skládá se z hlavičky, v níž doutná kuřivo, a troubele zakončené náustkem, kterým kuřák do úst vtahuje vzniklý dým. Dýmka se nešlukuje, jde o chuť chladného kouře. Obvykle se vyrábí ze dřeva vřesovce stromovitého (briár, bruyér), ale řidčeji se používají i jiné druhy dřeva (oliva, morta) a další materiály (porcelán, mořská pěna, kukuřice aj.)  Kromě v Evropě obvyklého jednoduchého typu existují i speciální konstrukce (například vodní dýmka). Dýmka jako rekvizita hrála roli v mnoha uměleckých dílech (je například častou rekvizitou postav detektivů). Známá je též indiánská dýmka – kalumet.

## Historie dýmek
První dýmky z hlíny a dřeva byly objeveny v pyramidách v Severní Americe. V 17. století se v Orientu zrodily vodní dýmky. V 20. a 21. století se nejrychleji rozšiřují elektronické dýmky.

## Název
„Fajfka“ je hovorové synonymum slova „dýmka“. Slovo dýmka pochází z českého slova „dým“. Slovo „Fajfka“ pochází z německého slova „Pfeife“, proto někteří lidé pod slovem fajfka myslí „tyrolskou dýmku“.
„Čibuk“ je totéž co „lulka“, tj. fajfka s krátkým vodorovným troubelem.

## Typologie

### Tvary dýmek
- Apple. Podtypy: Apple, Author, Diplomat, Egg, Hawkbill, Prince, Tomatoe (Ball).
- Billiard. Podtypy: Billiard, Brandy, Chimney, Panel, Oom Paul, Pot, Nose Warmer.
- Bulldog. Podtypy: Bulldog, Bull Moose, Bullcap, Rhodesian, Ukulele.
- Calabash. Podtypy: Calabash, Reverse Calabash.
- Canadian. Podtypy: Canadian, Liverpool, Lovat, Lumberman.
- Cavalier. Podtypy: Cavalier, Pseudo-cavalier[4].
- Churchwarden (Čtenářská dýmka).
- Dublin. Podtypy: Dublin, Acorn (Pear), Cutty, Devil Anse, Zulu.
- Freehand. Podtypy: Freehand, Blowfish, Horn, Nautilus, Tomahawk, Volcano.
- Sitter. Podtypy: Sitter, Cherrywood, Duke (Don), (Stand Up) Poker, Tankard.
- Tyrolean pipe (tyrolská fajfka, bavorská fajfka, dědkovka, krakonoška, visák, visačka, sedlácká fajfka, švejkovka, lovecká fajfka).
- Vest Pocket.

### Materiály hlavičky
- Briár – Kořen vřesovce stromovitého (Erica arborea).
- Meerschaum – Minerál sepiolit nazývaný „mořská pěna“. Takové dýmce se říká „meršánka“ či „pěnovka“. Porézní minerál absorbuje část vlhka (kondenzátu, vulgo „močky“) vznikajícího kouřením tabáku, takže postupem času ztrácí bílou, a získává hnědou barvu.
- Keramika – Hlína. Tzv. „hliněná dýmka“, „hliněnka“ či „gypsovka“.
- Porcelán – Tzv. „porcelánka“.
- Ebenové dřevo („Zappi“)
- Dřevo Višně – Tzv. „višňovka“.
- Kukuřičný klas – Tzv. „kukuřička“.

### Povrchové úpravy hlaviček briárových dýmek
- Hladká
- Kartáčovaná
- Pískovaná
- Rustikovaná
- Vyřezávaná

### Povrchové úpravy hlaviček kukuřičných dýmek
- Lakovaná
- Mořená
- Přírodní

### Typy komory
- Důležitý je průměr a hloubka.
- Kotel může být vyložen jiným materiálem, obvykle mořskou pěnou.

### Tvary čepu
- Army
- Standard

### Typy filtrů
- Žádný, tzv. „bezfiltrovka“.
- 6 mm
- 9 mm
- Jiný, např. Falcon dry ring.

### Materiály náústku
- Akryl
- Bakelit
- Cumberland (Brindle)
- Ebonit
- Jantar
- Plast
- Roh (Keratin)

### Tvary náústku
- Kombinovaný
- Sedlový
- Zužující se (plynule)

### Zakřivení náústku
- Rovný
- Mírně zahnutý (semi-straight, half bent)

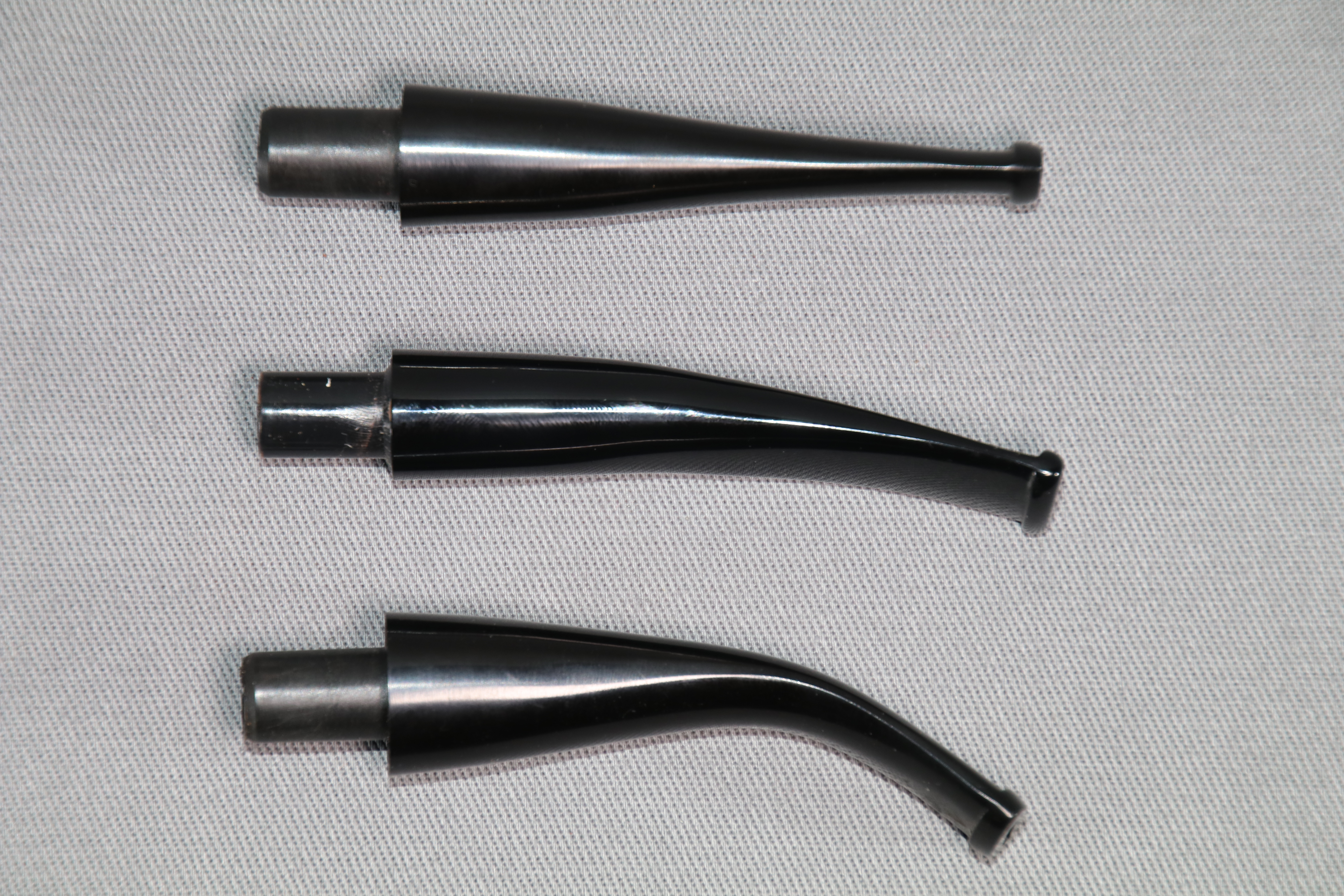
Rovný, mírně zahnutý a zahnutý náústek

- Zahnutý (bent), tzv. „bentka“Rovný, mírně zahnutý a zahnutý náústek

### Tvary skusu
- Standardní
- Rybí ocas (Rybinový)
- Dentální
- P-Lip

### Velikosti skusu
- Regular (jeden otvor)
- Double Bore (dva otvory)
- Wide Comfort
- Double Comfort

## Známí kuřáci dýmek

### České země
- Svatopluk Beneš, herec
- František Filipovský, herec
- Jefim Fištejn, český novinář ukrajinského původu
- Klement Gottwald, československý politik a prezident
- Dušan Klein, filmový režisér
- Josef Lada, malíř a ilustrátor
- Ferdinand Peroutka, novinář
- Karel Schwarzenberg, šlechtic a politik
- Jan Werich, herec, dramatik a scenárista
- Bohuš Záhorský, herec
- Stanislav Zindulka, herec

### Fiktivní postavy
- Sherlock Holmes, anglický detektiv
- Komisař Maigret, francouzský detektiv a policista
- Krakonoš, bájný duch hor chránící Krkonoše
- Josef Švejk, titulní hrdina Osudů dobrého vojáka Švejka
- postavy z tvorby J.R.R Tolkiena (např. Bilbo, Gandalf, Thorin, Gimli, Aragorn)
- Pan Vorel v povídce „Jak si nakouřil pan Vorel pěnovku“ (z Povídek malostranských Jana Nerudy)

### Svět
- John Ronald Reuel Tolkien, britský spisovatel
- Douglas MacArthur, americký generál
- Johann Sebastian Bach, německý varhaník a hudební skladatel
- Eduard VII., britský panovník
- Francis Bacon, britský myslitel a filosof
- Stanley Baldwin, britský politik
- Niels Bohr, dánský fyzik
- Jeremy Brett, britský herec
- George Gordon Byron, britský spisovatel a básník
- Angela Davisová, americká politická aktivistka
- Allen Dulles, americký diplomat
- Wyatt Earp, americký šerif
- Albert Einstein, fyzik
- Dwight D. Eisenhower, americký generál, politik a prezident USA
- Leonard Euler, matematik
- William Faulkner, americký spisovatel
- Gerald Ford, americký politik, prezident USA
- Sigmund Freud, rakouský psychiatr
- Greta Garbo, herečka
- Ira Gershwin, americký textař
- Vincent van Gogh, nizozemský malíř
- Cary Grant, americký herec
- Ulysses S. Grant, americký generál, politik, prezident USA
- Ernest Hemingway, spisovatel
- James Herriot, britský veterinář a spisovatel
- Herbert Hoover, americký politik a prezident USA
- Graham Chapman, anglický komik
- Raymond Chandler, spisovatel a dramatik
- Noam Chomsky, jazykovědec a politický aktivista
- Jerome Klapka Jerome, britský spisovatel – humorista
- Carl Gustav Jung, psychiatr
- Neil Kinnock, britský politik
- Rudyard Kipling, britský spisovatel
- Helmut Kohl, německý politik a státník
- Sinclair Lewis, spisovatel
- Édouard Manet, francouzský malíř
- Henry Mancini, hudební skladatel
- Groucho Marx, americký komik
- Herman Melville, americký spisovatel
- Arthur Miller, spisovatel, dramatik a scenárista
- Isaac Newton, fyzik a matematik
- Robert Oppenheimer, fyzik
- Madame de Pompadour, francouzská aristokratka
- Andreas Papandreu, řecký politik a prezident
- George S. Patton, americký generál
- Ferdinand Porsche, německý podnikatel a automobilový konstruktér
- Franklin Delano Roosevelt, americký politik a prezident USA
- Bertrand Russell, filozof
- Anvar as-Sádát, egyptský politik a prezident
- Irwin Shaw, spisovatel
- Georges Simenon, francouzský spisovatel
- Jack Schaefer, americký spisovatel
- Albert Schweitzer, lékař a misionář
- Arnold Schwarzenegger, rakousko-americký herec a politik
- Jacques Tati, francouzský herec
- Spencer Tracy, americký herec
- Mark Twain, americký spisovatel
- Josif Vissarionovič Stalin, sovětský politik a diktátor
- Sylvester Stallone, americký herec
- Viktorie, britská panovnice
- Lech Wałęsa, polský politik a prezident
- Harold Wilson, britský politik a státník

## Čeští výrobci dýmek
Výroba dýmek má v Česku dlouhou tradici, na niž navazuje společnost BPK spol. s. r. o. sídlící v Proseči, kde je i muzeum dýmek. Dalšími známými výrobci dýmek jsou například Karel Krška, Oldřich Jirsa, Dušan Doubek, Jan Klouček, Petr Vobořil, Štěpán Kunc nebo Petr Kučera (PIPKIN). Ruční výrobě dýmek z různých druhů ušlechtilého dřeva ošetřených včelím voskem se věnuje Vojtěch Sedlák.